# Summertime Sadness
Summertime Sadness je píseň od americké zpěvačky a skladatelky Lany Del Rey. Byla vydána dne 22. června 2012 jako čtvrtý singl z jejího druhého studiového alba Born to Die. Napsala ji sama Lana Del Rey společně s Rickem Nowelsem. Produkce se ujal sám Nowels spolu s Emile Haynie a Devrim Karaoglu. Stejně jako předešlé singly Del Rey, sklidil i tento singl velmi pozitivní kritiku. Někteří dokonce napsali že spolu s Video Games a Dark Paradise tvoří nejlepší písně na albu. O rok později vyšel velmi úspěšný remix s názvem Cedric Gervais remix.
Vlastní verzi písně Summertime Sadness vydala skupina Within Temptation na svém albu Hydra z roku 2014.

## Cedric Gervais remix
11. července 2013 vyšel remix k "Summertime Sadness", který slavil velký úspěch po celém světě. V některých zemích se dostal v žebříčku na lepší pozici než originální verze. Tento remix získal cenu Grammy.

## Hudební video
Video režírovali Kyle Newman a Spencer Susser. Video se natáčelo v dubnu 2012 a bylo vydáno 20. července 2012. Video vypráví smutný milostný příběh dvou žen, z nichž jedna spáchá sebevraždu. Jednu ženu hrála Lana a druhou manželka režiséra videa Kyle Newmana.

## Hudební příčky
| Žebříček (2012-2013) (zahrnut i Cedric Gervais remix) | Nejvyšší umístění |
| ----------------------------------------------------- | ----------------- |
| Austrálie (ARIA Charts)                               | 3                 |
| Belgie (Ultratop 50 Flanders)                         | 15                |
| Belgie (Ultratop 50 Wallonia)                         | 17                |
| Bulharsko (IFPI)                                      | 3                 |
| Česko (IFPI)                                          | 42                |
| Dánsko (Tracklisten)                                  | 28                |
| Francie (SNEP)                                        | 10                |
| Kanada (Canadian Hot 100)                             | 7                 |
| Lucembursko (Billboard)                               | 5                 |
| Maďarsko (Dance Top 40)                               | 16                |
| Maďarsko (Rádiós Top 40)                              | 9                 |
| Maďarsko (Single Top 20)                              | 1                 |
| Německo (Media Control Charts)                        | 4                 |
| Irsko (IRMA)                                          | 7                 |
| Itálie (FIMI)                                         | 6                 |
| Izrael (Media Forest)                                 | 10                |
| Nizozemsko (Mega Single Top 100)                      | 53                |
| Nový Zéland (Recorded Music NZ)                       | 23                |
| Polsko (Polish Airplay Top 20)                        | 1                 |
| Rakousko (Ö3 Austria Top 40)                          | 8                 |
| Řecko (Billboard)                                     | 3                 |
| Slovensko (IFPI)                                      | 57                |
| Skotsko (Official Charts Company)                     | 2                 |
| Španělsko (PROMUSICAE)                                | 29                |
| Švédsko (Sverigetopplistan)                           | 22                |
| Švýcarsko (Schweizer Hitparade)                       | 3                 |
| Spojené království (Official Charts Company)          | 4                 |
| USA (Billboard Hot 100)                               | 6                 |
| USA (Billboard Rock Songs)                            | 5                 |
| USA (Billboard Mainstream Top 40)                     | 3                 |
| USA (Billboard Hot Dance Club Songs)                  | 15                |
| USA (Billboard Adult Top 40)                          | 16                |